# Bosc Comunal d'Eina
El Bosc Comunal d'Eina (en francès, oficialment, Forêt Communale d'Eyne) és un bosc del terme comunal d'Eina, a la comarca de l'Alta Cerdanya, de la Catalunya del Nord.
El bosc, de 2,6 km² d'extensió, està situat a la zona central del terme comunal, a llevant i al sud-oest del nucli de població. En l'actual Bosc Comunal d'Eina ha quedat integrat l'antic Bosc Comunal del Quer.
El bosc està sotmès a una explotació gestionada per la comuna d'Eina, atès que la propietat del bosc és comunal. Té el codi identificador de l'ONF F16287K. Forma part de la Reserva natural d'Eina.